# Rio Capivari (Minas Gerais)
O rio Capivarí é um curso de água que nasce na serra da Chapada das Perdizes, em Minduri, no estado de Minas Gerais, onde forma dezenas de cachoeiras no Complexo da Zilda. Deságua na reservatório do Funil, formado pelo represamento do rio Grande e passa pelos municípios de Itumirim e Lavras.
De acordo com estudos de regionalização de vazão realizados pela Universidade Federal de Viçosa e pelo Instituto Mineiro de Gestão das Águas, o rio possui uma vazão média aproximada de 0,232 metros cúbicos por segundo, próximo à nascente, e de 41,767 metros cúbicos por segundo próximo à sua foz.